# Route nationale 3 (Maroc)
Pour les articles homonymes, voir N3 et Route nationale 3.
La route nationale 3 ou N3 est une route nationale qui relie Dakhla à Agounit.